# I-індекс
I-індекс (наукометрія) — це індекс, що відображає публікаційну активність наукової організації, розраховується на основі бібліометричних показників. 
Запропонований в 2006 році незалежно Космульським М.(Kosmulski M.) і Пратхапом Г. (Prathap G.)
Індекс розраховується на основі розподілу індексу Хірша учених з даної наукової організації: Наукова організація має індекс i, якщо не менше i вчених з цієї організації мають h-індекс не менше i.

## Виноски
1. ↑  Kosmulski, M. (2006). I—a bibliometric index. Forum Akademickie. 11: 31.
2. ↑  Prathap, G. (2006). Hirsch-type indices for ranking institutions' scientific research output. Current Science. 91 (11): 1439.

| Наукометрія | Це незавершена стаття з наукометрії. Ви можете допомогти проєкту, виправивши або дописавши її. |